# Paryphodes hospes
Paryphodes hospes är en tvåvingeart som beskrevs av Mcalpine 2001. Paryphodes hospes ingår i släktet Paryphodes och familjen bredmunsflugor. Inga underarter finns listade i Catalogue of Life.